# Museo Nacional de Singapur
El Museo Nacional de Singapur (en chino: 新加坡国家博物院; en inglés: National Museum of Singapore) es un museo nacional de Singapur y el museo más antiguo de ese país. Su historia se remonta a 1849, cuando se inició como una sección de la biblioteca en la "Institución Singapur". Después de varios traslados, el Museo se estableció en su sede permanente en el camino de Stamford en el Área de Planificación de Museos en 1887.
El Museo es uno de los cuatro museos nacionales del país. El edificio fue nombrado "Museo Nacional de Singapur" en 1965. Durante un breve período entre 1993 y marzo de 2006, fue conocido como el Museo de Historia de Singapur, antes de volver a su nombre anterior.